# Petrus van den Biesen
Petrus Joannes Josephus (Piet) van den Biesen (Breda, 5 maart 1911 – 28 november 2002) was een Nederlands benedictijn.
Pater Van den Biesen zette in de Sint-Willibrordsabdij een gemengd boerenbedrijf op, dat hij samen met zijn bedrijfsleider, Nol Verhoeven, liet uitgroeien tot een grote stierenmesterij met uiteindelijk 750 beesten. De kampioensstier van Nederland van 1990 kwam uit deze stal. In 1995 werden de stieren verkocht en de oude stallen verbouwd tot het Stiltecentrum "Betlehem".
In 1980 was hij een van de twee religieuzen die deelnamen aan de Bijzondere Synode van de Bisschoppen van Nederland. Na een visitatie van de abdij, werd Van den Biesen in 1998 met aandrang gevraagd om af te treden als abt.

## Familie
Van den Biesen was de zoon van Henricus Jacobus Josephus van den Biesen (1871-1935), advocaat en procureur en lid van Gedeputeerde Staten van Noord-Brabant, en Rosalia Leopoldina Maria van Mierlo (1876-1955). Twee van zijn zussen werden religieuze, zijn broer Josephus Joannes Hermanus van den Biesen (1913) was titulair bisschop van Tulia en apostolisch-vicaris van Abercom. Van den Biesen was de achterkleinzoon van uitgever en oprichter van het Algemeen Handelsblad Jacob Willem van den Biesen.